# الطريقة الختمية

علم الطريقة الختمية

الطريقة الختمية طريقة صوفية أسسها محمد عثمان الميرغني الختم في عام 1817 م وهو من أسرة من أشراف مكة أرّخ لها الشيخ مرتضى الزبيدي والشيخ الجبرتي في تاريخه وأحمد بن إدريس الفاسي في الإبانة النورية، وغيرهم وتلقى محمد عثمان علومه الدينية في مكة على يد علمائها وعلى رأسهم محمد يس إمام الحرم في حينها، ومفتي الحجاز ثم تتلمذ على يد الشريف أحمد بن أدريس حتى أسس طريقته المعروفة بالختمية، وهي من أهم الطرق الصوفية في مصر والسودان وإريتريا وتنتشر هذه الطريقة في كل من شرق القارة الأفريقية، وغربها وأوسطها وشمالها[بحاجة لدقة أكثر]. كما يتبع بعض أهالي النيجر والجزائر والمغرب هذه الطريقة.
ومؤسس هذه الطريقة السيد محمد عثمان الميرغني من آل بيت رسول الله، وجده السيد المحجوب دفين الطائف (الإبانة النورية). وانتشر ابنائه في كل من السودان ( السيد محمد الحسن أبو جلابية ) ومصر ( السيد محمد تاج السر ( العالم ) ومصوع (السيد محمد هاشم ) وإريتريا وأرّخ ذلك كل من الجبرتي والسيد أحمد بن ادريس والزبيدي.

## الطريقة الختمية في السودان

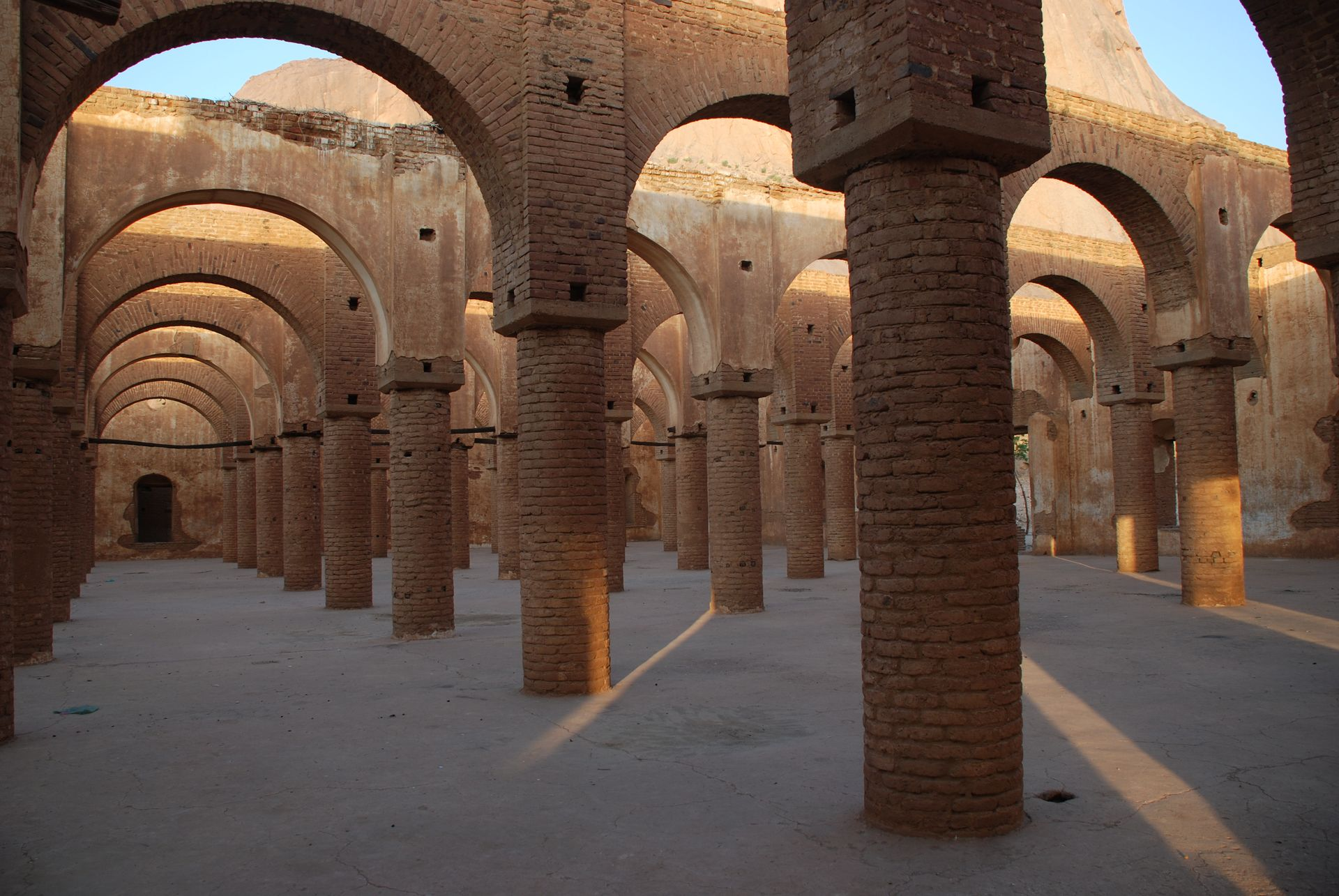
مسجد سيدي حسن، الطريقة الختمية، كسلا، السودان.
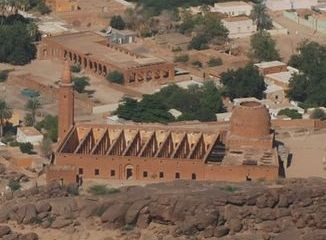
كسلا ضاحية الختمية من جبل توتال السودان
لمسجد الختمية في كسلا 1934
لمسجد الختمية في كسلا 1934
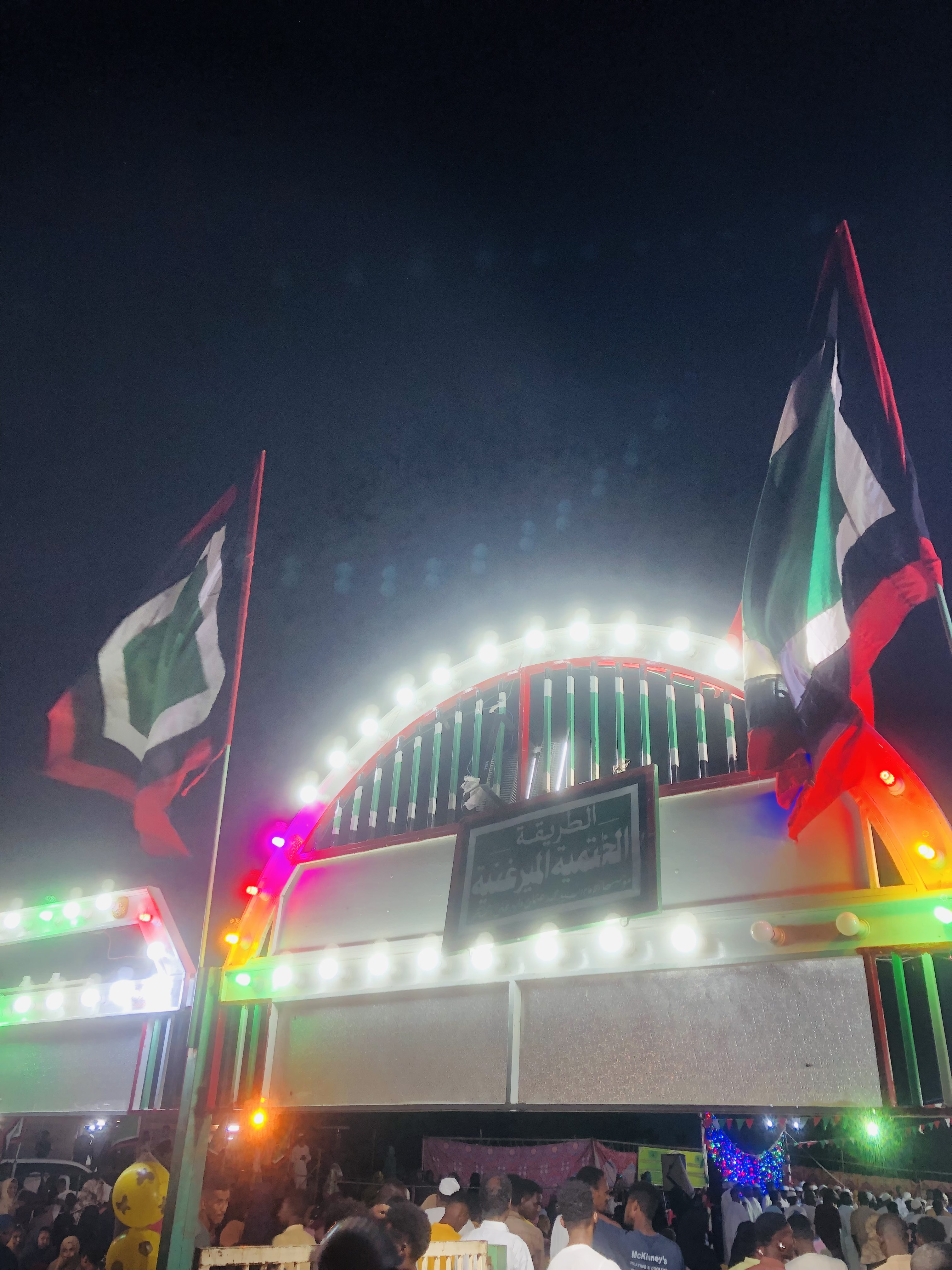
احتفالات المولد النبوي الشريف 1445 هجرية/ الطريقة الختمية  بمسج في مدينة كوستي.
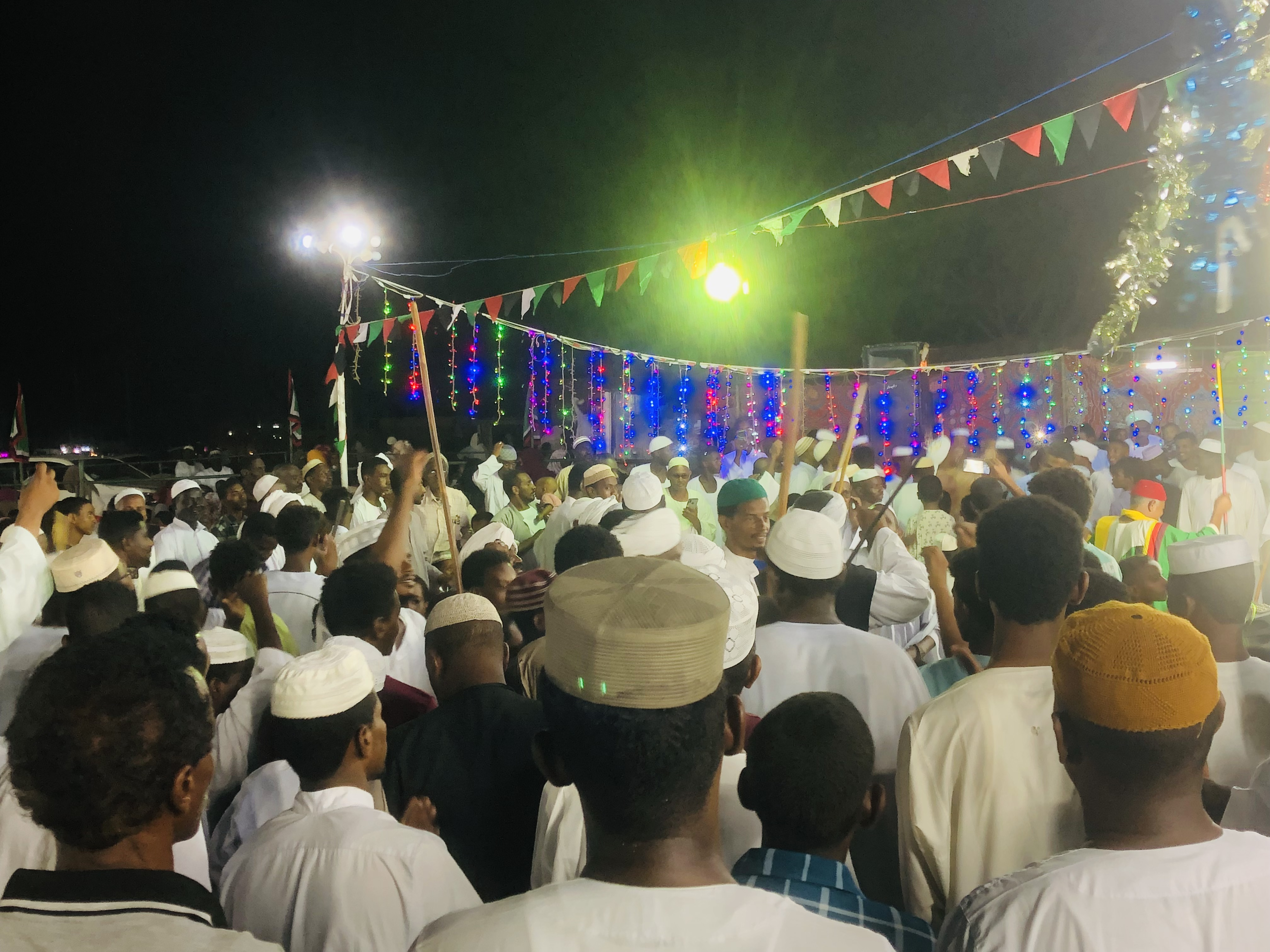
الطريقة الختمية/احتفالات المولد النبوي الشريف 1445 ه/كوستي